# MBBC Juniors 2013
Das MBBC Juniors 2013 als bedeutendstes internationales Nachwuchsturnier von Kalifornien im Badminton fand vom 30. Juli bis zum 4. August 2013 im Manhattan Beach Badminton Club in Manhattan Beach statt.

## Sieger und Platzierte der U19
| Disziplin    | Gold                                           | Silber                             | Bronze                          |
| ------------ | ---------------------------------------------- | ---------------------------------- | ------------------------------- |
| Herreneinzel | Mark Shelley Alcala                            | Ros Leenard Pedrosa                | Ramon Garrido                   |
| Herreneinzel | Mark Shelley Alcala                            | Ros Leenard Pedrosa                | Shawn Whong                     |
| Dameneinzel  | Malvinne Ann Venice Alcala                     | Joella Geva De Vera                | Sara Megé                       |
| Dameneinzel  | Malvinne Ann Venice Alcala                     | Joella Geva De Vera                | Beatriz Ramos                   |
| Herrendoppel | Rubén Castellanos Gurgen Poghosyan             | Ivan Alexander Leon Bastian Lizama | Adams Rodríguez Brandon Samayoa |
| Herrendoppel | Rubén Castellanos Gurgen Poghosyan             | Ivan Alexander Leon Bastian Lizama | Daniel Martinez Gerson Quezada  |
| Damendoppel  | Haramara Gaitan Sabrina Solis                  | Sara Megé Beatriz Ramos            | –                               |
| Mixed        | Ros Leenard Pedrosa Malvinne Ann Venice Alcala | Adams Rodríguez Beatriz Ramos      | Chad Naramore Shirleen Chen     |
| Mixed        | Ros Leenard Pedrosa Malvinne Ann Venice Alcala | Adams Rodríguez Beatriz Ramos      | Daniel Martinez Sabrina Solis   |